# Ohne Sonne
Ohne Sonne (russisch Без солнца / Bes solnza, wiss. Transliteration Bez solnca) ist ein Liederzyklus des russischen Komponisten Modest Mussorgski (1839–1881).

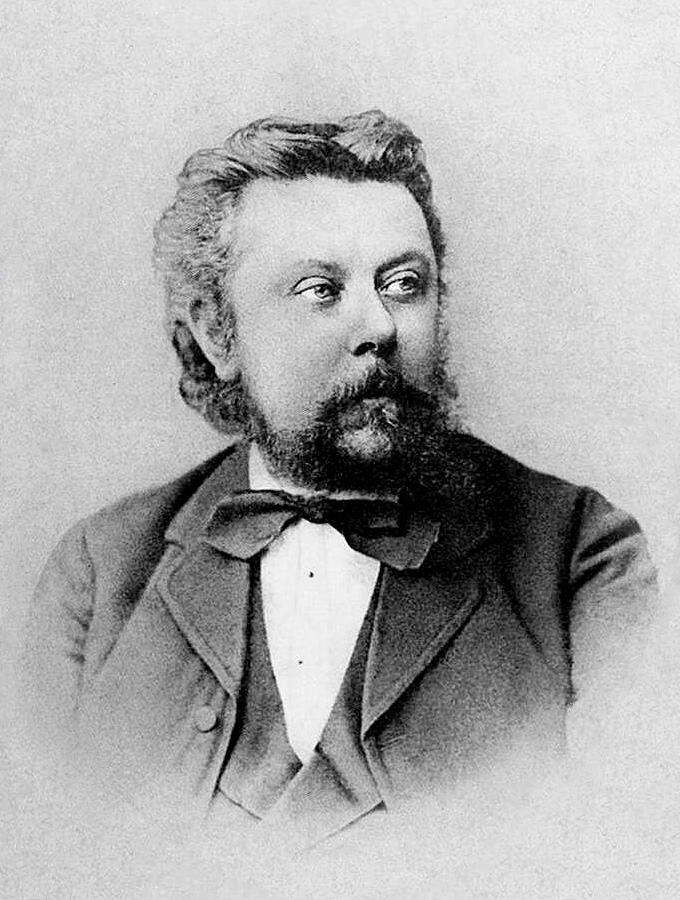
Mussorgski im Jahr 1874

Die sechs Lieder für eine Singstimme und Klavier wurden 1874 veröffentlicht. Die Lieder wurden auf Verse des romantischen Dichters Arseni Golenischtschew-Kutusow (1848–1913) geschrieben, mit dem Mussorgski zu der Zeit befreundet war. Von dem Dichter stammen auch die Verse zu den bekannteren Lieder und Tänze des Todes von Mussorgski.
Mitte der 1870er Jahre war der allmähliche Zerfall des sogenannten Mächtigen Häufleins (eine Gruppe von fünf russische Komponisten) zusammen mit einer Reihe persönlicher Umstände für Mussorgski eine Zeit sehr schmerzhafter Erfahrungen. Zur gleichen Zeit kam er dem jungen Dichter Golenischtschew-Kutusow nahe, dessen romantische Ambitionen in melancholischen Texten zum Ausdruck kamen. Mussorgski und Golenischtschew-Kutusow begannen, zusammen eine Wohnung zu mieten, und arbeiteten dann als Co-Autoren zusammen.
Die Musik des Zyklus ist nach der Mussorgski-Biographie von Tatjana Wassiljewna Popowa charakterisiert durch „tiefgreifenden Psychologismus, störende melodische Darstellung, veränderliche Schwankung von vagen, unklaren Begleitbildern“.
Die einzelnen Titel der Lieder lauten wie folgt:
1. "В четырех стенах" ("Du enges Kämmerlein ") – D-Dur *
2. "Меня в толпе ты не узнала" ("Du erkanntest mich nicht in der Menge") – D-Dur
3. "Окончен праздный шумный день" ("Zu Ende ist der Festtag ") – C-Dur
4. "Скучай" ("Die Sehnsucht") – h-Moll
5. "Элегия" ("Elegie") – h-Moll, endend in fis-Moll
6. "Над рекой" ("Über dem Fluss") – Cis-Dur *

## Ausgaben (Auswahl)
- 1874 bei Wassili Bessel[4]
- Moussorgsky, Modest Petrowitsch: 6 Lieder für eine Singstimme und Klavier – Ohne Sonne / Revision und deutsche Textübersetzung von Hans Schmidt. Wiesbaden Breitkopf & Härtel, ca. 2000
- Mussorgsky, Modest und Hans [Hrsg.] Schmidt: Ohne Sonne : 6 Lieder für eine Singstimme und Klavier. Edition Peters No. 3791. o.O. : Ed.Peters, o.J., ca. 1950